# みっちゃん・ジョリのGO!GO!KIDS!TV!
『みっちゃん・ジョリのGO!GO!KIDS!TV!』（みっちゃん・ジョリのゴーゴーキッズティーヴィー）は、2005年4月9日から2006年9月30日まで山形放送（YBCテレビ）で毎週土曜10:00 - 10:15 （日本標準時）に放送されていたテレビ番組である。
YBCラジオで平日昼に放送されていたラジオ番組『パワー全開!GO!GO!KIDS!』の関連番組で、同じ週にラジオに出演した山形県内の小学生たちを紹介していた。司会は、ラジオ版でもパーソナリティを務めていた大友まさみ（通称：みっちゃん）とJORI （奥田しんじ）が務めていた。番組制作は、渡邊岳已が代表取締役を務めていた株式会社カックが担当。